# Carposina chaetolopha
Carposina chaetolopha is een vlinder uit de familie van de Carposinidae. De wetenschappelijke naam van de soort is voor het eerst geldig gepubliceerd in 1926 door Turner.